# Боровики (Дятловский район)
Боровики́ (бел. Баравікі) — деревня в Дятловском сельсовете Дятловского района Гродненской области Белоруссии. По переписи населения 2009 года в Боровиках проживало 36 человек.

## География
Боровики расположены в 14 км к северо-востоку от Дятлово, 155 км от Гродно, 11 км от железнодорожной станции Новоельня.

## История
В 1624 году упоминаются в составе Дятловской (Здентельской) волости во владении Сапег.
В 1878 году Боровики — деревня в Дятловской волости Слонимского уезда Гродненской губернии (15 дворов). В 1880 году в Боровиках проживало 145 человек.
Согласно переписи населения 1897 года в Боровиках имелось 9 дворов, проживало 49 человек. В 1905 году — 59 жителей.
В 1921—1939 годах Боровики находились в составе межвоенной Польской Республики. В сентябре 1939 года Боровики вошли в состав БССР.
В 1996 году Боровики входили в состав колхоза «Россия». В деревне насчитывалось 20 хозяйств, проживало 32 человека.

## Туризм
Возле деревни расположен санаторий «Радон», являющийся одной из крупнейших здравниц Республики Беларусь. В 1,5 км от главного корпуса санатория «Радон» находится детское отделение «Боровичок».